# Mint Hill
Mint Hill es un pueblo ubicado en el condado de Mecklenburg en el estado estadounidense de Carolina del Norte. La localidad en el año 2000, tenía una población de 14.992 habitantes en una superficie de 55.1 km², con una densidad poblacional de 274.1 personas por km².

## Geografía
Mint Hill se encuentra ubicado en las coordenadas 35°10′49″N 80°39′52″O / 35.180189, -80.664432. Según la Oficina del Censo, la localidad tiene un área total de 55,1 km² (21,3 mi²), de la cual 55 km² (21,2 mi²) es tierra y 0,1 km² (0 mi²) (0.19%) es agua.

### Localidades adyacentes
El siguiente diagrama muestra a las localidades en un radio de 16 kilómetros (9,9 mi) de Mint Hill.

## Demografía
En el 2000 la renta per cápita promedia del hogar era de $60.822, y el ingreso promedio para una familia era de $67.055. El ingreso per cápita para la localidad era de $26.487. En 2000 los hombres tenían un ingreso per cápita de $45.368 contra $30.467 para las mujeres. Alrededor del 4.80% de la población estaba bajo el umbral de pobreza nacional.